# طبل بزرگ
طبل بزرگ طبل دوطرفه‌ای است که نواکی پایین را تولید می‌کند. طبل بزرگ یک ساز کوبه‌ای است که بیشتر در سازگان سمفونیک، دسته‌های موسیقی نظامی و موسیقی جاز کاربرد دارد.
در برخی از سبک‌های موسیقی مانند هوی متال، پانک راک، جاز فیوژن، و هارد راک، از پدال و با نیروی پا برای ضربه زدن به طبل بزرگ استفاده می‌شود.